# Градский (посёлок)
Гра́дский (по одной из краеведческих версий — ранее Граттский прииск) — упразднённый посёлок в Челябинской области, ныне микрорайон в Курчатовском районе города Челябинска. В 1940 году включен в состав города Челябинск.

## Происхождение названия
По одной из версий посёлок получил название по фамилии ведшего до революции возле посёлка Шершни, что недалеко от нынешнего посёлка, разработку местного золотого месторождения немца Гратта — Граттский, который позже превратился в Градский. По другой версии слово «прииск» в название он получил вследствие развития золотодобычи как главного занятия здешних жителей на рубеже XIX-XX вв, а наименование «градский» возникло в связи с непосредственной близостью к городу Челябинску.

## География
Посёлок расположен на юго-западной окраине Курчатовского района Челябинска. Он окружён зелёными массивами, в том числе насаждениями Научно-исследовательского института плодоовощеводства и картофелеводства (ныне Южно-Уральский научно-исследовательский институт садоводства и картофелеводства — филиал Уральского Федерального аграрного научно-исследовательского центра УрОРАН), располагающегося в посёлке Шершни. С запада к посёлку примыкает одно из крупнейших в городе Челябинске Градское кладбище.

## История

### Вопрос о периоде основания
В краеведении Челябинска принято считать, что Градский прииск был основан в 1854 году. Но, по мнению директора Объединённого государственного архива Челябинской области, кандидата исторических наук Игоря Вишева, первое документальное свидетельство о получении земельного отвода на месте посёлка датируется 1889 годом. Отвод получил верхотурский купец Цыпляев. Однако первые прииски, соглашается Вишев, здесь были основаны именно в 1854 году.

## Заселение и прииски
В посёлке существовала золотодобывающая фабрика, которая, однако, ещё в 1930-х годах работала на устаревших технологиях. В посёлке была собственная «золотая мельница». Четвёрка попарно запряжённых лошадей двигалась по кругу и приводила в движение большие каменные колёса, под которые засыпалась руда с содержанием золота. Горная порода дробилась, и струями воды вымывались лёгкие материалы, а на донцах лотков задерживались крупицы золота. Функции сбора крупиц выполняли женщины. Использовался и метод с пропуском крупинок драгоценного металла через ртуть, вбиравшей золото, с последующим выпариванием полученного состава на железных листах. Такое производство было очень опасным и вредным. В «Золотоскупке» добытое старателями золото менялось на специальные боны, которые потом бригадиром делились между артелью и отоваривались.
Собранный драгоценный металл отвозился частным предпринимателем в жестяной банке с сургучной печатью в «Золотоскупку», которая в 1930-х гг. располагалась неподалёку от современной площади Павших Революционеров. На улице Российской, рядом с современным Ленинградским мостом находилась главная контора золотодобычи посёлка.

## Война и послевоенный период
После начала Великой Отечественной войны мужское население посёлка было мобилизовано в армию. На контору золотых приисков были возложены обязанности выдавать рабочие карточки на продукты и пайки семьям воюющих. В мирное время контора и старатели также существовали в условиях взаимовыручки. Попавшим в долги старателям выплачивались временные пособия.
По словам челябинского пенсионера-старожила, в магазине посёлка Градский прииск продавались какие угодно продукты, от одежды и обычных продуктов до икры и бананов. Многие старательские дома в посёлке имели железные крыши, в домах был патефон. В начале 1990-х гг. в заброшенных шахтах к югу от посёлка Градский прииск на Золотой горе были найдены останки жертв сталинских репрессий.